# Wolf Probst

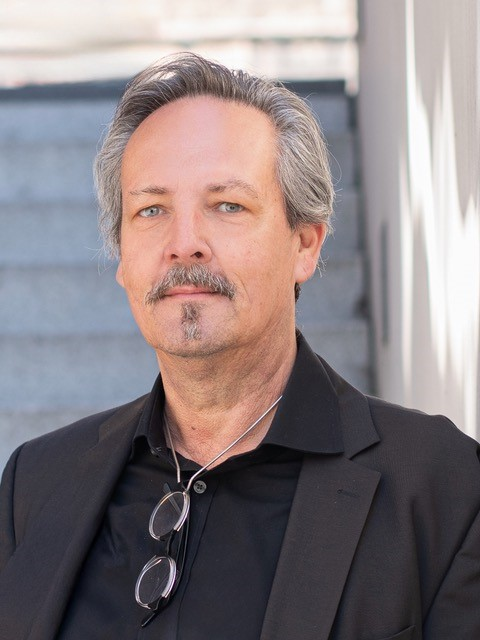
Wolf Probst

Wolf Probst (* 22. November 1966) ist ein deutscher Energieeffizienz-Experte, Buchautor und Umweltaktivist. Er beschäftigt sich mit nachhaltigem Bauen, Energieberatung und der regionalen Energiewende in Deutschland.

## Leben und Arbeit
Probst stammt aus Baden-Württemberg und lebt in Ulm. Nach handwerklicher Tätigkeit und Erfahrungen in der Baubranche spezialisierte er sich auf Energieberatung und nachhaltige Bauprojekte. Er war u. a. am Aufbau des ersten Business Centers Europas nach Feng Shui beteiligt und gründete die Energiegenossenschaften Solarwerk Schwaben eG sowie Donau-Energie eG, letztere ging aus der Lokalen Agenda 21 Ulm hervor.
Als Geschäftsführer der van Valkenburg GmbH entwickelte er Konzepte zur energetischen Sanierung, zum Holzbau und zu erneuerbaren Energien. Zudem ist er durch seine Tätigkeit als Geschäftsführer Mitinitiator der Solarstadt Ulm, einem Projekt zur regionalen Energiewende, und engagiert sich in der Rolle für die strategische Entwicklung, den Kontakt zu Politik und Verwaltung sowie die Umsetzung von PV-Projekten auf kommunalen und privaten Gebäuden.
Seit 2019 ist er Solarbotschafter des Landes Baden-Württembergs und Vorstandsmitglied der Lokalen Agenda 21 Ulm und fungiert dort als Sprecher des Arbeitskreises Energie.
Probst veröffentlichte mehrere Fachbücher zu Sanierung, Heizungstausch, Wärmeplanung und nachhaltigem Bauen. Seit 2023 gibt er das Fachmagazin HOLZBAUinside heraus.

## Veröffentlichungen
- Energetische Sanierung und Modernisierung von Immobilien. Haufe Verlag, 2024. ISBN 978-3-648-17384-8
- mit Alexander C. Blankenstein und Jörg Wilde: GEG 2024 - Heizungsgesetz in der Praxis. Recht, Technik, Förderung. Haufe Verlag, 2024. ISBN 978-3-648-17669-6
- Wärmeplanung und Heizungstausch. 2025. (e-Book)
- mit Tillman Schadt: Nachhaltiges Bauen und Sanieren mit Holz - Energetische Anforderungen, Qualitätssiegel und Herausforderungen des GEG. 2025. ISBN 978-3-648-18118-8